# Clavus rissoiniformis
Clavus rissoiniformis é uma espécie de gastrópode do gênero Clavus, pertencente a família Drilliidae.